# Augustijnstheater
Het Augustijns Theater is een theatervereniging voor studenten in Leiden. Het is een subvereniging van de L.V.V.S. Augustinus en heeft een eigen bestuur en commissiestructuur. Het Augustijns Theater organiseert jaarlijks (muziek) theaterproducties voor en door studenten.
Het Augustijns Theater werd in 2008 opgericht na het spelen van de succesvolle lustrum-musical Chickago (naar de musical-film Chicago). Marije van Rest, Eliane Scholtens, David Vroege, Oscar Seip, Emma Koers en Carolijn Korremans vormden het eerste bestuur.
Latere producties waren onder meer Antigone, Moulin Rouge, Een Hoop Gedoe Om Niks, Zand, Midzomernachtsdroom, Heksenjacht en Het Meisje Zonder Naam. In 2010 won het Augustijns Theater het Lustrum Theaterfestival van de Universiteit Leiden met de zelfgeschreven voorstelling Trammelant.